# The Day of the Dolphin
The Day of the Dolphin is een Amerikaanse thriller uit 1973 onder regie van Mike Nichols. De film is gebaseerd op de roman Un animal doué de raison (1967) van de Franse auteur Robert Merle.
De film zou aanvankelijk worden geregisseerd door Roman Polański, die ook het scenario zou schrijven, maar die trok zich terug nadat zijn echtgenote Sharon Tate door aanhangers van sekteleider Charles Manson was vermoord. Aanvankelijk zouden Tate en Jack Nicholson in de film gecast worden.

## Verhaal
Dr. Jake Tereel heeft enkele dolfijnen afgericht, zodat ze mensentaal kunnen begrijpen. Twee van zijn dolfijnen worden echter gestolen en ingezet bij een moordcomplot.

## Rolverdeling
| Acteur            | Personage       |
| ----------------- | --------------- |
| George C. Scott   | Dr. Jake Terell |
| Trish Van Devere  | Maggie Terell   |
| Paul Sorvino      | Curtis Mahoney  |
| Fritz Weaver      | Harold DeMilo   |
| Jon Korkes        | David           |
| Edward Herrmann   | Mike            |
| John Dehner       | Wallingford     |
| Elizabeth Wilson  | Mrs. Rome       |
| John David Carson | Larry           |